# Live in France
Live in France – podwójny koncertowy album grupy Soft Machine nagrany w maju 1972 i wydany w 1995 r.

## Historia i charakter albumu
W kwietniu 1972 r. zespół wyruszył na europejskie tournée i przez ten cały miesiąc koncertował we Włoszech. Pierwszym koncertem majowym i zarazem pierwszym koncertem we Francji był występ grupy w słynnej paryskiej Olympii.
W Soft Machine zaszła kolejna zmiana personalna; w styczniu został zwolniony perkusista Phil Howard, który został perkusistą zespołu Eltona Deana – Just Us. Na jego miejsce przyjęto Johna Marshalla, który szybko zaaklimatyzował się w zespole, gdyż stylistycznie bardziej mu odpowiadał, i grupa zaczęła także wykonywać jego kompozycję LBO.
Podstawowymi utworami wykonywanymi na tym koncercie były kompozycje z dwóch albumów: Third („Slightly All the Time”, „Facelift” i „Out-Bloody-Rageous”) oraz Fifth („All White”, „Drop”, „M.C.”, „As If”, „LBO” i „Pigling Bland” – czyli właściwie cały album oprócz „Bone”).
Album ten jest ważny przede wszystkim z dwu powodów:
- były to ostatnie nagrania Eltona Deana z zespołem. Odszedł po ostatnim koncercie tournée 15 maja w „Palais des Sports” w Tuluzie. Dean zawiadomił kolegów o swoim odejściu z trzymiesięcznym wyprzedzeniem, dlatego został szybko zastąpiony przez Karla Jenkinsa.
- Wydawnictwo to zawiera trzy nigdzie poza nim nieopublikowane utwory zespołu: „Plain Tiffs” skomponowany przez Deana, oraz dwie kompozycje grupy „And Sevens” i „At Sixes”.

Trzy kompozycje z albumu Third zdecydowanie różnią się od swoich studyjnych wersji. Grupa poszła dalej w kierunku jazzu, co już zademonstrowała na albumie Fourth i wszystkie te utwory są wykonywane bardziej jazzowo. Z reakcji publiczności – oklaski po każdym utworze i partiach solowych – można także wnioskować, że publiczność się także zmieniła; była bardziej jazzowa niż rockowa.
Koncert ten był także znakomitym pokazem umiejętności Eltona Deana, który na tych ostatnich swoich nagraniach z zespołem, pragnął pokazać swoją klasę i szczególnie się wyróżnić.
W 2004 r. ten sam koncert został wydany pod tytułem Live in Paris.

## Muzycy
- Mike Ratledge – organy, elektryczne pianino
- Hugh Hopper – gitara basowa
- Elton Dean – saksofon altowy, saxello, pianino elektryczne Rhodes
- John Marshall – perkusja

## Spis utworów
Dysk pierwszy
| 1. | Plain Tiffs (Dean)               | 3:32  |
|    |                                  |       |
| 2. | All White (Ratledge)             | 6:23  |
|    |                                  |       |
| 3. | Slightly All the Time (Ratledge) | 13:09 |
|    |                                  |       |
| 4. | Drop (Ratledge)                  | 7:43  |
|    |                                  |       |
| 5. | M.C. (Hopper)                    | 2:59  |
|    |                                  |       |
| 6. | Out-Bloody-Rageous (Ratledge)    | 13:25 |
|    |                                  |       |
|    |                                  | 47:11 |
|    |                                  |       |
Dysk drugi
| 1. | Facelift (Hopper)                          | 17:53 |
|    |                                            |       |
| 2. | And Sevens (Dean/Hopper/Marshall/Ratledge) | 8:55  |
|    |                                            |       |
| 3. | As If (Ratledge)                           | 8:30  |
|    |                                            |       |
| 4. | LBO (Marshall)                             | 6:08  |
|    |                                            |       |
| 5. | Pigling Bland (Ratledge)                   | 6:05  |
|    |                                            |       |
| 6. | At Sixes (Dean/Hopper/Marshall/Ratledge)   | 11:00 |
|    |                                            |       |
|    |                                            | 58:31 |
|    |                                            |       |

## Opis płyty
- Data nagrania – 2 maja 1972
- Miejsce – Olympia, Paryż
- Długość – 47:12 (1 CD), 58:31 (2 CD). Razem 105:43
- Firma nagraniowa – One Way Records USA
- Numer katalogowy – OW 31445
- Data wydania – listopad 1995